# Puchar Anglii w piłce nożnej (1899/1900)
W sezonie 1899/1900 odbyła się 29. edycja Pucharu Anglii. Zwycięzcą został Bury, który pokonał w finale, na stadionie Crystal Palace w Londynie, Southampton 4:0. 

## Ćwierćfinały
| 24 lutego 1900 | Preston North End | 0:0 | Nottingham Forest |  |
|                |                   |     |                   |  |

| 24 lutego 1900 | Southampton | 2:1 | West Bromwich |  |
|                |             |     |               |  |

| 24 lutego 1900 | Sheffield United | 2:2 | Bury |  |
|                |                  |     |      |  |

| 24 lutego 1900 | Millwall Athletic | 1:1 | Aston Villa |  |
|                |                   |     |             |  |

### Powtórki
| 28 lutego 1900 | Nottingham Forest | 1:0 | Preston North End |  |
|                |                   |     |                   |  |

| 1 marca 1900 | Bury | 2:0 | Sheffield United |  |
|              |      |     |                  |  |

| 28 lutego 1900 | Aston Villa | 0:0 | Millwall Athletic |  |
|                |             |     |                   |  |

| 5 marca 1900 | Millwall Athletic | 2:1 | Aston Villa | Elm Park, Reading |
|              |                   |     |             |                   |

## Półfinały
| 24 marca 1900 | Bury Pray | 1:1 | Nottingham Forest Capes | Victoria Ground, Stoke |
|               |           |     |                         |                        |

| 24 marca 1900 | Southampton | 0:0 | Millwall Athletic | Crystal Palace, Londyn |
|               |             |     |                   |                        |

### Powtórki
| 29 marca 1900 | Bury McLuckie Richards Sagar | 3:2 | Nottingham Forest Capes Calvey | Bramall Lane, Sheffield |
|               |                              |     |                                |                         |

| 28 marca 1900 | Southampton Milward (2) Yates | 3:0 | Millwall Athletic | Elm Park, Reading |
|               |                               |     |                   |                   |

## Finał
Mecz finałowy odbył się w sobotę 21 kwietnia 1900 roku na stadionie Crystal Palace w Londynie.
| 21 kwietnia 1900 | Bury · McLuckie 9' 23' · Wood 16' · Plant 80' | 4:0 | Southampton | Crystal Palace, Londyn Widzów: 68 985 Sędzia: Arthur Kingscott |
|                  |                                               |     |             |                                                                |

|  |  |